# Carrichtera annua

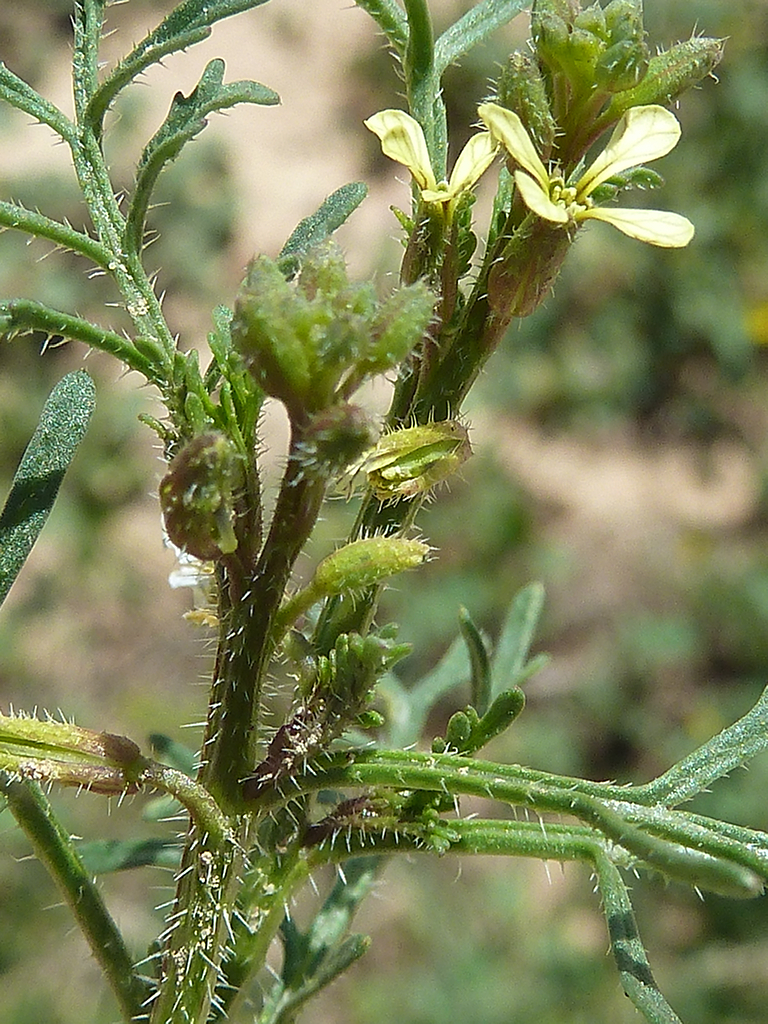
Carrichtera annua, flores.

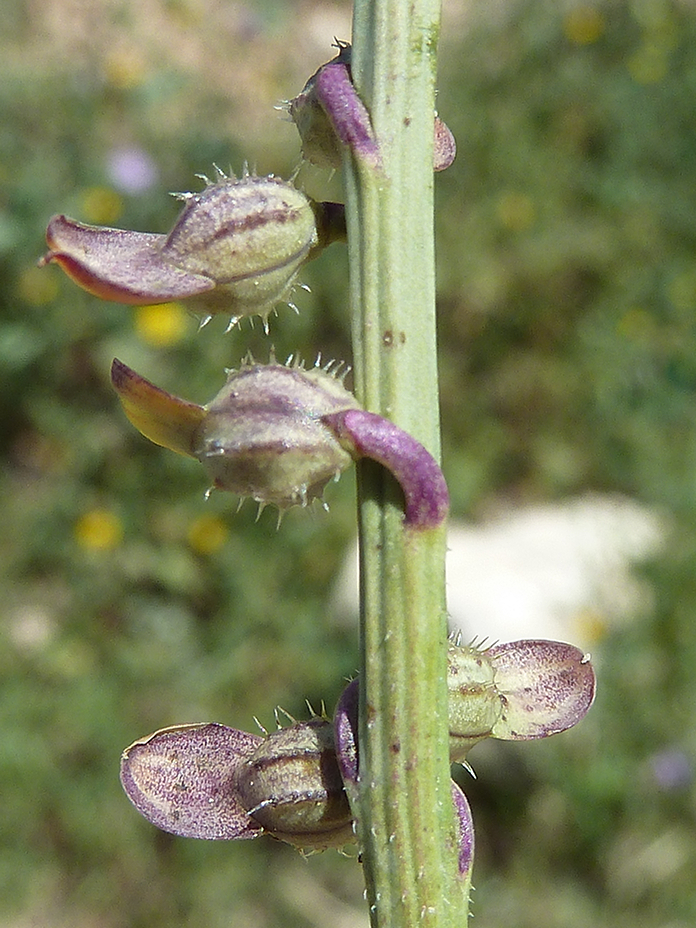
Carrichtera annua, frutos de pedícelos recurvados.

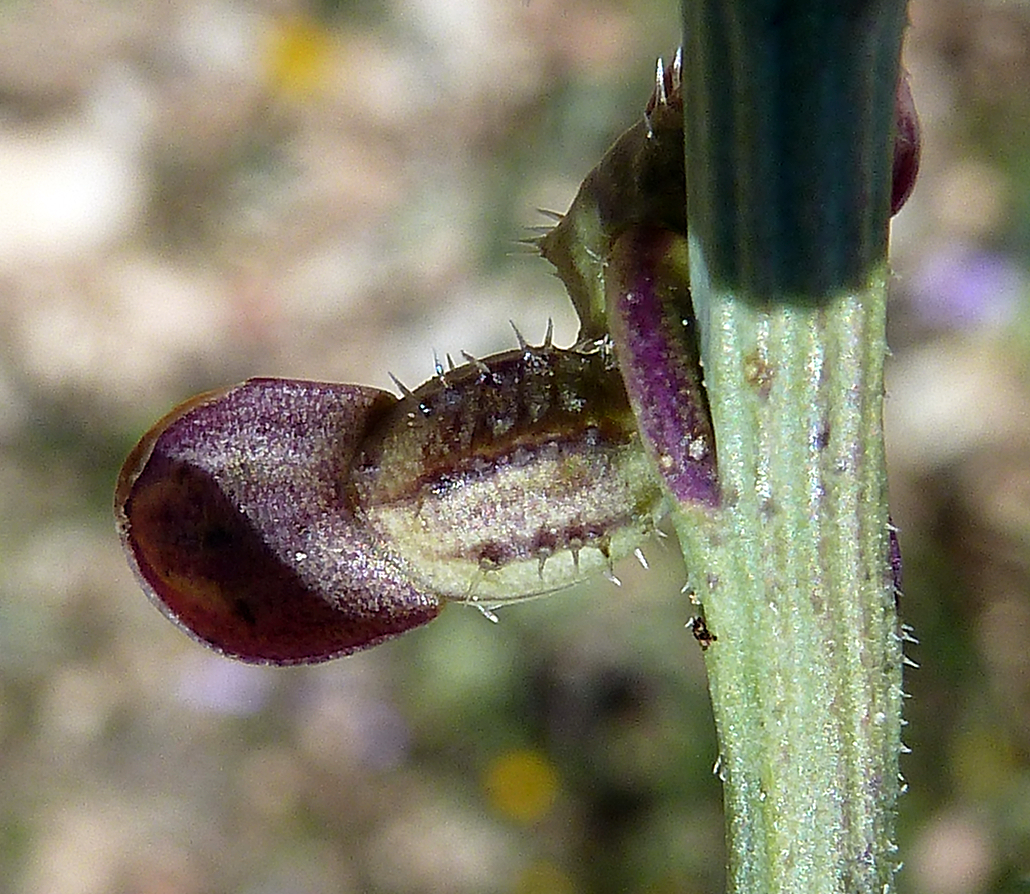
Carrichtera annua, detalle de una silícula.

Carrichtera es un género monotípico de fanerógamas perteneciente a la familia Brassicaceae. Su única especie es Carrichtera annua.

## Descripción
Descripción genéricaSon plantas herbáceas anuales, híspidas, con tallos ramificados y hojas pecioladas uni-bi-pinnatisectas. Las flores, tetrameras, tienen pedicelos acrescentes y se organizan en largos racimos sin brácteas, generalmente opuestos a las hojas. Dichas flores tienen un cáliz con sépalos erectos, los laterales más o menos gibosos en la base y los pétalos de limbo obovado, atenuados en una uña un poco más larga que éste, de color amarillento, con nerviación dicotomica violácea. El androceo tiene 6 estambres , con 2 de ellos más cortos (tetradínamos). Los frutos son silículas con dos segmentos bien diferenciados: uno basal elipsoidal, bilocular, con 3 semillas en cada lóculo, dehiscente; el distal en forma de cuchara, estéril. Dichas semillas son subglobosas y de cotiledones conduplicados.
Descripción específicaPlanta erecta de 5-40 cm de alto de tallos erectos longitudinalmente surcados con hojas bipinnatisectas de 2-6 por 1-3 cm, con los segmentos de segundo orden lineares —ocasionalmente lobulados—, obtusos, frecuentemente mucronados. Las flores, en racimos de 10-40 individuos tienen pedicelos de 1-1,5 mm en la antesis, y recurvados y de hasta 3 mm en la fructificación. Los sépalos miden 4-5 mm, y los pétalos 7-9 mm. Los frutos son patentes o reflejos con el artejo valvar de 3-4 por 2-2,5 mm, con las 2 valvas convexas, recorridas por tres nervios conspicuos, cubiertos de pelos cónicos y el rostro, convavo, de 4-6 por 3-4 mm, con la concavidad hacia arriba. Las semillas, de 1-1,5 mm, son de un color pardo oscuro, eventualmente algo rojizas.

## Citología
Número de cromosomas: 2n=16.

## Hábitat y distribución
Crece en los bordes de camino, campos, huertas, herbazales y matorrales nitrófilos, arenales costeros, frecuentemente sobre suelos básicos, calizos o yesosos a una altitud de 10-800 m. Nativa del Sur de Europa, Norte de África y Asia occidental, hasta Irán. En la península ibérica, concentrada en la mitad oriental y meridional, especialmente en el Levante Alicantino; también en las Islas Canarias (probablemente no nativa, pero introducida) y las Islas Baleares. Introducida y natutalizada en Norteamérica (California, donde se descubrió en 2007) y Australia. En su diagnosis original de Candolle relata también su citación en Inglaterra ("Uicitur etiam hab. in Anglise planitie Salisburgensi prope Stonehenge (Rai.); sed hodierni hic non reperierunt."), pero señalando que ya en su época no se había localizada nuevamente a pesar de buscarla.

## Taxonomía
Carrichtera annua fue descrita por Carlos Linneo como Vella annua en Species Plantarum, vol. 2, p. 641 en 1753  y atribuida más tarde por Augustin Pyrame de Candolle al género Carrichtera y publicado en Regni Vegetabilis Systema Naturale, vol. 2, p. 642 en 1821.
Etimología
- Carrichtera, nombre de género dedicado a Bartholomaus Carrichter von Rexingen, botánico y médico de las Cortes de los Emperadores Maximiliano II y Fernando I de Austria (siglo XVI).[1]

Sinonimia
- Carrichtera vella DC., nom. illeg.
- Vella annua L. - Basiónimo[1][8]

## Nombres vernaculares
- Castellano: cuchareta (2), cucharilla (3), mastuerzo silvestre de Valencia, mastuerzo valenciano (4), pitano annuo, pitano anual, prebete. Las cifras entre paréntesis corresponden a la frecuencia registrada del vocablo en España.[5]